# Медийная реклама
Дисплейная (графическая, изобразительная, макетная) реклама (англ. Display advertising) — вид рекламы, ориентированный на зрелищное восприятие аудиторией. Она разрабатывается с использованием специальных приемов привлечения внимания читателей и может включать текст, логотип компании, фотографии и другие изображения, указывать местоположение на карте и т.п.
В печатных СМИ дисплейная реклама размещается как непосредственно на странице с редакционным контентом, так и на смежных с ним страницах. Тем самым дисплейная реклама отличается от тематической (т.н. «рубричной»), которая обычно размещается в специальных разделах и традиционно представляет собой только текст, внешний вид которого ограничивается даже выбором гарнитуры шрифта.
При этом дисплейная реклама необязательно должна содержать картинки, видео или аудио: текстовые объявления могут быть как и совершенно «проходными», так и по-настоящему эффективными. Пример текстовых дисплейных объявлений — рекламные sms-сообщения или аналогичные рассылки по e-mail. 
Одной из распространенных форм дисплейной рекламы являются рекламные щиты или билборды. Плакаты, листовки, красочные торговые шатры, масштабные модели продукта — всё это примеры дисплейной рекламы.

## Дисплейная реклама в интернете
Дисплейная реклама в интернете имеет множество форм: традиционные баннеры, тизеры, видео, блоки в e-mail, даже мобильная баннерная реклама и т.д. В некоторых источниках проводится параллель между медийной и дисплейной рекламой в интернете, особенно когда речь идёт об эволюции изобразительной (в отличие контекстной) рекламы при помощи интерактивных элементов, видео- и аудиоконтента, технологии RTB и пр.
Именно при использовании технологии RTB и, в частности, задействовании DSP-систем, дисплейная реклама получает все возможные типы таргетингов от демографии и географической привязки до рекомендаций для конкретных мест размещения и применяемых аудиторией цифровых устройств, что многократно увеличивает эффективность используемых форматов. Размещение по аукционной модели выводит дисплейную рекламу на новый уровень, когда рекламодатель оплачивает контакт с релевантной ему целевой аудиторией, без потерь бюджета при стрельбе «по площадям».